# Каменски кратер
Каменският кратер е ударен кратер (астроблем) на Земята, разположен на Донецкия хребет в басейна на река Северски Донец, на 10 – 15 км източно от град Каменск-Шахтински в Ростовска област.

## Описание
Диаметърът на кратера е 25 километра, дълбочината му – 750 м. Наблизо се намира сателитният кратер Гусевски с диаметър 3 километра. Двата кратера възникват едновременно в резултат на падането на главния астероид и по-малкия му сателит. Оценката на възрастта на кратерите, въз основа на аргоново датиране на импактита, е 49 милиона години (по времето на еоцена), макар по-рано, въз основа на стратиграфски данни, да се е предполагало, че кратерите са се появили на границата на мезозоя и кайнозоя, което съответства на събитието на мезозойското измиране. Кратерите са покрити със слой от седименти и кватернерни утайки. Предполага се, че събитието се е случило в плитководен морски басейн.
Кратерът възниква в слой от карбонатни варовици, пясъчници и шисти с междинни слоеве от въглища с дебелина 3 – 4 км и карбонатно-теригенни и теригенни скали от долния перм с дебелина 600 м, нехармонично покрити с карбонатно-теригенни образувания от времето на долен триас (150 m) и горна креда (300 м).
Каменският кратер по своята структура е комплексен. Леглото на кратера е разположено в карбонатни скали и има централно възвишение от 5 – 7 км в диаметър и височина от около 350 – 400 м. Стратиграфското издигане на скали е до 2 – 4 км. Около централното възвишение има кръгообразна падина с дълбочина от 700 – 800 метра.